# جان غابرييل مارشان
جان غابرييل مارشان (بالفرنسية: Jean Gabriel Marchand)‏ هو محامي وقائد عسكري وسياسي فرنسي (ولد في 10 ديسمبر 1765، وتوفي في 12 يناير 1851)، تحوَّل من محامٍ إلى قائدٍ في جيشِ الجمهورية الفرنسيَّة الأولى في عام 1791. قضى معظم وقته وهو يقاتل في إيطاليا طيلة فترة الحروب الثوريَّة الفرنسيَّة. وخدم في الأركان العامّة تحت قيادة عدد من الجنرالات. شارك في الحملة الإيطاليَّة الشهيرة التي شنَّها نابليون بونابرت خلال الفترة من عام 1796 حتى عام 1797. كان بصحبة الجنرال بارتليمي كاترين جوبير حين قُتِل الأخير خلال معركة نوفي في عام 1799. تمّت ترقيته إلى رتبة فريق أول بعد ذلك بفترةٍ وجيزةٍ. وانتقلَ بعدها للقتال على جبهة الراين في عام 1800.
قاد جان مارشان أحد ألوية الجيش الكبير خلال معركة هاسلاش يونغنغن ومعركة دورينشتاين في أعقاب اندلاع الحروب النابليونيَّة في عام 1805. شارك في معركة يينا وحصار ماغديبورغ بعدما تمّت ترقيته لقيادة فرقة في الفيلق الواقع تحت قيادة المارشال ميشال نيي في عام 1806. كذلك بادر إلى قيادةِ قوةٍ عسكريَّة مستقلة ألحقت الهزيمة بثلاثة آلاف جنديّ بروسيّ في نهاية ذلك العام. قاد قواته في معارك آيلاو وغوتشتات-ديبن وفريدلند خلال العام التاليّ. قلَّده نابليون عدّة تكريمات، ومنحه رتبة النُبل.
ذهب مارشان إلى إسبانيا حيث شارك في حرب شبه الجزيرة في عام 1808. تولى قيادة الفيلق خلال غياب نيي، ومني بهزيمة مذلة في معركة تماميس على يد جيش إسباني. شارك بعدها في حملة غزو البرتغال الفاشلة التي قادها المارشال أندريه ماسينا في عام 1810 وعام 1811، وشارك في حصار ثيوداد رودريغو وحصار المائدة ومعركة بوساكو. أظهر أداءً جيدًا أثناء انسحاب القوات الفرنسية في إحدى المناوشات الدفاعية مع الجيش البريطاني، وقاد فرقته في معركة فوينتس دي أونيورو.
تولي قيادة إحدى الفرق في روسيا سنة 1812. قاتل على رأس فرقته في معارك لوتسن وباوتسن ولايبزيغ في عام 1813. تمكنت فرقة عسكريَّة نمساويَّة من هزيمة قيادته المستقلة بالقرب من جنيف في عام 1814. كان مسؤولًا عن إحباط مسير نابليون بالقرب من غرونوبل خلال حرب المائة يوم، غير أن قواته التحقت بصفوف الإمبراطور السابق. ولهذا حاكمه آل بوربون، ولكن تمت تبرئته من التهم الموجَّهة بحقه. يعد اسمه من بين الأسماء المنقوشة تحت قوس النصر.